# Josef Neštický
Josef Neštický (Šternberk, Checoslovaquia, 25 de enero de 1951) es un deportista checoslovaco que compitió en remo.
Ganó tres medallas en el Campeonato Mundial de Remo entre los años 1977 y 1982, y una medalla en el Campeonato Europeo de Remo de 1973.

## Palmarés internacional
| Campeonato Mundial | Campeonato Mundial       | Campeonato Mundial | Campeonato Mundial |
| Año                | Lugar                    | Medalla            | Prueba             |
| ------------------ | ------------------------ | ------------------ | ------------------ |
| 1977               | Ámsterdam (Países Bajos) | Medalla de bronce  | Cuatro sin timonel |
| 1979               | Bled (Yugoslavia)        | Medalla de plata   | Cuatro sin timonel |
| 1982               | Lucerna (Suiza)          | Medalla de plata   | Cuatro con timonel |
| Campeonato Europeo |                          |                    |                    |
| Año                | Lugar                    | Medalla            | Prueba             |
| 1973               | Moscú (URSS)             | Medalla de plata   | Ocho con timonel   |